# Bahnstrecke Stuttgart-Untertürkheim–Stuttgart Hafen
| Streckennummer (DB): | 4724                 |                                         |                                         |
| Streckenlänge: | 2,4 km               |                                         |                                         |
| Spurweite: | 1435 mm (Normalspur) |                                         |                                         |
| Streckenklasse: | D4                   |                                         |                                         |
| Stromsystem: | 15 kV 16,7 Hz ~      |                                         |                                         |
| |                      |                                         |                                         |
| \| \| \| von Stuttgart Hbf \| \| \| \| \| von Kornwestheim \| \| \| \| \| von Nürnberger Straße \| \| \| \| 0,0 \| Stuttgart-Untertürkheim \| Stuttgart-Untertürkheim \| \| \| \| \| \| \| \| \| \| \| \| \| \| \| \| \| \| \| nach Neu-Ulm \| \| \| \| \| von Stuttgart Ost \| \| \| \| \| Hafenbahn (Anschluss Kai E) \| \| \| \| 2,2 \| Stuttgart Hafen \| Stuttgart Hafen \| \| \| \| Infrastrukturgrenze DB Netz / Hafenbahn \| \| \| \| \| Hafenbahn \| \| |                      |                                         |                                         |
| Strecke |                      | von Stuttgart Hbf                       | von Stuttgart Hbf                       |
| Abzweig geradeaus und von links |                      | von Kornwestheim                        | von Kornwestheim                        |
| Abzweig geradeaus und von links |                      | von Nürnberger Straße                   | von Nürnberger Straße                   |
| Bahnhof | 0,0                  | Stuttgart-Untertürkheim                 | Stuttgart-Untertürkheim                 |
| Verschwenkung von links · Verschwenkung von rechts |                      |                                         |                                         |
| Strecke nach halblinks · Strecke nach halbrechts |                      |                                         |                                         |
| Strecke von halblinks · Strecke von halbrechts |                      |                                         |                                         |
| Strecke · Strecke nach links |                      | nach Neu-Ulm                            | nach Neu-Ulm                            |
| Abzweig geradeaus und von rechts |                      | von Stuttgart Ost                       | von Stuttgart Ost                       |
| Abzweig geradeaus und von rechts |                      | Hafenbahn (Anschluss Kai E)             | Hafenbahn (Anschluss Kai E)             |
| Dienststation / Betriebs- oder Güterbahnhof | 2,2                  | Stuttgart Hafen                         | Stuttgart Hafen                         |
| Wechsel des Eisenbahninfrastrukturunternehmens |                      | Infrastrukturgrenze DB Netz / Hafenbahn | Infrastrukturgrenze DB Netz / Hafenbahn |
| Strecke |                      | Hafenbahn                               | Hafenbahn                               |

Die Bahnstrecke Stuttgart-Untertürkheim–Stuttgart-Hafen ist eine ausschließlich dem Güterverkehr dienende Bahnstrecke in den Stuttgarter Stadtbezirken Untertürkheim und Obertürkheim. Die 2,1 Kilometer lange, normalspurige, eingleisige und elektrifizierte Strecke wird von der DB Netz AG betrieben und verbindet den Bahnhof Stuttgart-Untertürkheim mit dem Stuttgarter Hafen, wo sich ein gleichnamiger Güterbahnhof befindet, der ebenfalls von der DB Netz AG betrieben wird. Sie stellt damit die Verbindung zwischen der Stuttgarter Hafenbahn sowie der Bahnstrecke Stuttgart Hafen–Stuttgart Ost und dem restlichen deutschen Schienennetz her.

## Geschichte
Die Hafenverbindungsbahn wurde für die weitere Baustellenlogistik der Hafenbahn, insbesondere für den Transport des Oberbaumaterials benötigt, weshalb frühzeitig mit dem Bau begonnen wurde. Eine besondere Herausforderung stellte der Bau des Kreuzungsbauwerkes dar, da der Betrieb der viergleisigen Hauptbahn aufrechterhalten werden musste. Die Bauarbeiten für die Fundamente des Kreuzungsbauwerkes begannen am 15. Juni 1956, die Betonarbeiten waren am 15. Dezember 1956 abgeschlossen. Mitte Januar 1957 konnte mit dem Ausbau der Hilfsbrücken begonnen werden.
Die Strecke ging am 1. April 1958 zusammen mit der Hafenbahn in Betrieb.
Mit dem zweiten Bauabschnitt des Hafens wurde der Neckar zwischen 1966 und 1968 zwischen Mettingen und Stuttgart-Wangen in ein ca. einen Kilometer weiter westlich liegendes Bett verlegt. Dadurch konnte die Neckar-Brücke entfallen.
Das Relaisstellwerk Stuttgart Hafen, Bauart Dr S3, das die Strecke steuert, soll in einem Digitalen Stellwerk aufgehen.

## Streckenbeschreibung
Die Strecke zweigt an der Unterführung der Mettinger Straßen vom Personenbahnhof Untertürkheim ab und verläuft in südöstlicher Richtung mit einem Gefälle von 10 ‰ entlang des viergleisigen Bahnkörpers. Nach etwa einem halben Kilometer schwenkt die Strecke in einem Bogen nach Süden und unterquert in einem Kreuzungsbauwerk die Hauptbahn. Etwa 100 Meter nach dem Kreuzungsbauwerk befand sich ursprünglich der Neckar, welche mit einer sogenannten Dauerbehelfsbrücke überquert werden musste. Dieser kurze Abschnitt wies eine Steigung von 25 ‰ auf, damit die Brücke den Hochwasserspiegel des Neckars überschreiten konnte. Durch die Verlegung des Neckars konnte die Brücke entfallen und das steile Streckenstück entschärft werden. Im Anschluss an den ehemaligen Brückenstandort schwenkt die Strecke wieder in südöstliche Richtung und mündet in dem Bahnhof Stuttgart Hafen.